# بیدستردنب
بیدستردنب (نام علمی: Castorocauda) نام یک سرده از راسته تیرک‌دندان‌سانان است.